# Јутика (Индијана)
Јутика (енгл. Utica) град је у америчкој савезној држави Индијана.

## Демографија
По попису из 2010. године број становника је 776, што је 185 (31,3%) становника више него 2000. године.
| Група             | 2000.       | 2010.       |
| Белци             | 573 (97,0%) | 687 (88,5%) |
| Афроамериканци    | 6 (1,0%)    | 26 (3,4%)   |
| Азијати           | 2 (0,3%)    | 15 (1,9%)   |
| Хиспаноамериканци | 7 (1,2%)    | 26 (3,4%)   |
| Укупно            | 591         | 776         |